# Victor J. Stenger

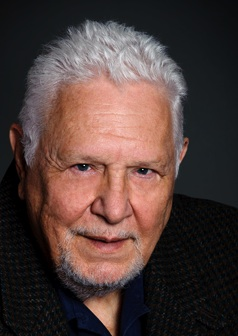
Victor John Stenger em 2011

Victor John Stenger (Bayonne, 29 de janeiro de 1935 - Havaí, 25 de agosto de 2014) foi um físico de partículas, filósofo, escritor e cético religioso estadunidense.
Depois de uma carreira como um cientista de pesquisa no campo da física de partículas, Stenger passou a ser associado ao Novo Ateísmo e também por ser autor de livros de divulgação científica. Ele publicou doze livros para o público em geral sobre física, mecânica quântica, cosmologia, filosofia, religião, ateísmo e pseudociência, incluindo best-seller de 2007 God: The Failed Hypothesis. Seu último livro foi God and the Multiverse: Humanity's Expanding View of the Cosmos (9 de setembro de 2014). Ele também era colunista científico de destaque regular no Huffington Post.
Stenger era um ativista pela remoção da influência da religião na pesquisa científica, atividade comercial e no processo de decisão política, além de ter cunhado a frase "A ciência voa até a Lua. A religião voa em construções".